# 小行星1052
小行星1052（1052 Belgica）是一颗围绕太阳公转的小行星。1925年11月15日，歐仁·約瑟夫·德爾波特在于克勒发现了此天体。
該小行星以比利時命名。
这颗小行星的绝对星等为11.89等。